# بوي ويث لوف
بوي ويث لوف (بالإنجليزية: Boy with Luv)‏ هي أغنية من نوع بوب كوري، فانك، بوب، نو ديسكو، بابلجم ميوزيك وإليكتروبوب من تسجيل فرقة بي تي أس الكورية الجنوبية وهي تضم المغنية الأمريكية هالزي، صدرت في 12 أبريل 2019 بواسطة بيج هيت ميوزيك.